# Australische Cricket-Nationalmannschaft in Indien in der Saison 2012/13
Die Tour der australischen Cricket-Nationalmannschaft nach Indien in der Saison 2012/13 fand vom 22. Februar bis zum 26. März 2013 statt. Die internationale Cricket-Tour war Bestandteil der Internationalen Cricket-Saison 2012/13 und umfasste vier Tests. Indien konnte alle Spiele gewinnen und gewann so die Serie mit 4–0.

## Vorgeschichte
Indien spielte zuletzt eine Tour gegen Pakistan, Australien gegen die West Indies. Die letzte Tour der beiden Mannschaften gegeneinander fand in der Saison 2011/12 in Australien statt.

## Stadien
Die folgenden Stadien wurden für die Tour als Austragungsort vorgesehen und am 28. Dezember 2012 bekanntgegeben. Ursprünglich sollte der dritte Test in Kanpur ausgetragen werden, wurde dann jedoch nach Hyderabad vergeben. Auch wurde im Januar auch noch einmal die Reihenfolge getauscht.
| Stadion   | Stadt                                      | Kapazität | Spiele  |
| --------- | ------------------------------------------ | --------- | ------- |
| Chennai   | M. A. Chidambaram Stadium                  | 46.000    | 1. Test |
| Hyderabad | Rajiv Gandhi International Cricket Stadium | 55.000    | 2. Test |
| Mohali    | Punjab Cricket Association Stadium         | 35.000    | 3. Test |
| Neu-Delhi | Feroz Shah Kotla                           | 48.000    | 4. Test |

## Kaderlisten
Australien benannte seinen Kader am 31. Januar 2013.
Indien benannte seinen Kader am 10. Februar 2013.
| Test | Test |
| Indien | Australien |
| --- | --- |
| - Mahendra Singh Dhoni (K & wk) - Ravichandran Ashwin - Shikhar Dhawan - Ashok Dinda - Ravindra Jadeja - Virat Kohli - Bhuvneshwar Kumar - Pragyan Ojha - Cheteshwar Pujara - Ajinkya Rahane - Virendra Sehwag - Ishant Sharma - Harbhajan Singh - Sachin Tendulkar - Murali Vijay | - Michael Clarke (K) - Shane Watson (VK) - Jackson Bird - Ed Cowan - Xavier Doherty - Moisés Henriques - Phillip Hughes - Mitchell Johnson - Usman Khawaja - Nathan Lyon - Glenn Maxwell - James Pattinson - Peter Siddle - Steve Smith - Matthew Wade (wk) - Mitchell Starc - David Warner |

## Pakistan vs Nepal
| 10 October 2021 | Islamabad | Pakistan 186/3 (20 overs) | – | Nepal 170/8 (20 overs) |
|                 |           | Pakistan won by 16 runs   |   |                        |

| 12 October 2021 | Islamabad | Pakistan 192/4 (20 overs) | – | Nepal 180/9 (20 overs) |
|                 |           | Pakistan won by 12 runs   |   |                        |

## Tests

### Erster Test in Chennai
| 22. – 26. Februar Scorecard | Chennai | Australien 380 (133) & 241 (93) | – | Indien 572 (154.3) & 50-2 (11.3) |
|                             |         | Indien gewinnt mit 8 Wickets    |   |                                  |

### Zweiter Test in Hyderabad
| 22. – 26. Juni Scorecard | Hyderabad | Australien 237-9d (85) & 131 (67)             | – | Indien 503 (154.1) |
|                          |           | Indien gewinnt mit einem Innings und 135 Runs |   |                    |

### Dritter Test in Mohali
| 14. – 18. März Scorecard | Mohali | Australien 408 (141.5) & 223 (89.2) | – | Indien 499 (132.1) & 136-4 (33.3) |
|                          |        | Indien gewinnt mit 6 Wickets        |   |                                   |

### Vierter Test in Neu-Delhi
| 22. – 26. März Scorecard | Neu-Delhi | Australien 262 (112.1) & 164 (46.3) | – | Indien 272 (70.2) & 158-4 (31.2) |
|                          |           | Indien gewinnt mit 6 Wickets        |   |                                  |

## Statistiken
Die folgenden Cricketstatistiken wurden bei dieser Tour erzielt.
| Tests               | Tests      | Tests   | Tests   | Tests   | Tests   | Tests   | Tests   | Tests   |
| Batting             | Batting    | Batting | Batting | Batting | Batting | Batting | Batting | Batting |
| Spieler             | Mannschaft | Spiele  | Innings | Runs    | Average | HS      | 100s    | 50s     |
| ------------------- | ---------- | ------- | ------- | ------- | ------- | ------- | ------- | ------- |
| Murali Vijay        | Indien     | 4       | 7       | 430     | 61,42   | 167     | 2       | 1       |
| Cheteshwar Pujara   | Indien     | 4       | 7       | 419     | 83,80   | 204     | 1       | 2       |
| MS Dhoni            | Indien     | 4       | 6       | 326     | 81,50   | 224     | 1       | 0       |
| Michael Clarke      | Australien | 3       | 6       | 286     | 47,66   | 130     | 1       | 1       |
| Virat Kohli         | Indien     | 4       | 6       | 284     | 56,80   | 107     | 1       | 1       |
| Bowling             |            |         |         |         |         |         |         |         |
| Spieler             | Mannschaft | Spiele  | Overs   | Wickets | Average | BBI     | 5W      | 10W     |
| Ravichandran Ashwin | Indien     | 4       | 241.2   | 29      | 20,10   | 7/103   | 4       | 1       |
| Ravindra Jadeja     | Indien     | 4       | 193.2   | 24      | 17,45   | 5/58    | 1       | 0       |
| Nathan Lyon         | Australien | 3       | 127.1   | 15      | 37,33   | 7/94    | 1       | 0       |
| James Pattinson     | Australien | 3       | 79      | 9       | 27,77   | 5/96    | 1       | 0       |
| Peter Siddle        | Australien | 4       | 110.4   | 9       | 33,88   | 5/71    | 1       | 0       |

## Player of the Series
Als Player of the Series wurden die folgenden Spieler ausgezeichnet.
| Serie | Player of the Series |
| ----- | -------------------- |
| Test  | Ravichandran Ashwin  |

### Player of the Match
Als Player of the Match wurden die folgenden Spieler ausgezeichnet.
| Spiel   | Player of the Match |
| ------- | ------------------- |
| 1. Test | MS Dhoni            |
| 2. Test | Cheteshwar Pujara   |
| 3. Test | Shikhar Dhawan      |
| 4. Test | Ravindra Jadeja     |